# Décimo Júnio Silano Torquato
Décimo Júnio Silano Torquato (em latim: Decimus Iunius Silanus Torquatus; m. 64) foi um senador romano eleito cônsul em 53 com Quinto Hatério Antonino. Era filho de Marco Júnio Silano Torquato, cônsul em 19, e Emília Lépida, uma bisneta do imperador Augusto. Assim como seus irmãos, Marco Júnio Silano, cônsul em 46, Júnia Silana, Lúcio Júnio Silano, pretor em 48, e Júnia Calvina, teve um papel de destaque na política da época por causa do parentesco com a família imperial.

## Carreira
Durante seu mandato de cônsul (53), Nero, aos dezesseis anos, se casou com Cláudia Otávia, filha do imperador Cláudio e ex-noiva de seu irmão Lúcio, que se matou depois de uma acusação falsa de incesto com Júnia Calvina.
No verão de 64, depois de Décimo ter se gabado ser descendente direto de Augusto, ele foi acusado por Nero de levar uma vida suntuosa e de dar aos seus servos títulos como se ele próprio fosse um monarca. Segundo Dião Cássio, "ele desperdiçou sua fortuna, seja por causa de seus desejos ou por deliberadamente buscar não ser uma pessoa muita rica. Nero, portanto, explicou que como ele não tinha muitas coisas, ele certamente desejaria as coisas de outros e, como resultado, fabricou uma acusação falsa contra ele por desejar o poder imperial". Antes de ser condenado, Décimo preferiu abrir os pulsos. "Então, como de praxe, sobreveio a explicação de Nero: ele poderia, apesar de culpado e corretamente desconfiado de sua defesa, ter preservado a sua vida se tivesse esperado pela misericórdia do juiz" (ele próprio). 

## Família
Décimo se casou com Júlia Africana em 54, filha do orador Júlio Africano. Os dois tiveram uma filha chamada Júnia Silana Torquata no ano seguinte. Décimo foi o último descendente direto do sexo masculino de Augusto, pois seus irmãos já haviam falecido e nem ele e nem nenhum deles teve um filho. 